# دانيال دريك
دانيال دريك (بالإنجليزية: Daniel Drake) هو صحفي وعالم نبات أمريكي، ولد في 20 أكتوبر 1785 في بلينفيلد في الولايات المتحدة، وتوفي في 5 نوفمبر 1852 في سينسيناتي في الولايات المتحدة.